# Kościół Wniebowzięcia Najświętszej Maryi Panny w Mejszagole
Kościół Wniebowstąpienia Najświętszej Maryi Panny w Mejszagole – kościół rzymskokatolicki w Mejszagole, wzniesiony w 1862.  

## Historia
Pierwszy kościół w Mejszagole miał powstać w czasie chrystianizacji Litwy za rządów Władysława Jagiełły. Jego wygląd nie jest jednak znany. Budynek ten istniał do XV stulecia, na jego miejscu wzniesiono kolejny kościół, jaki przetrwał do 1655. Został wtedy spalony przez wojska rosyjskie, na ruinach powstała prowizoryczna świątynia z drewna. Do 1773 obiektem tym, a następnie nowym kościołem, opiekowali się jezuici. 

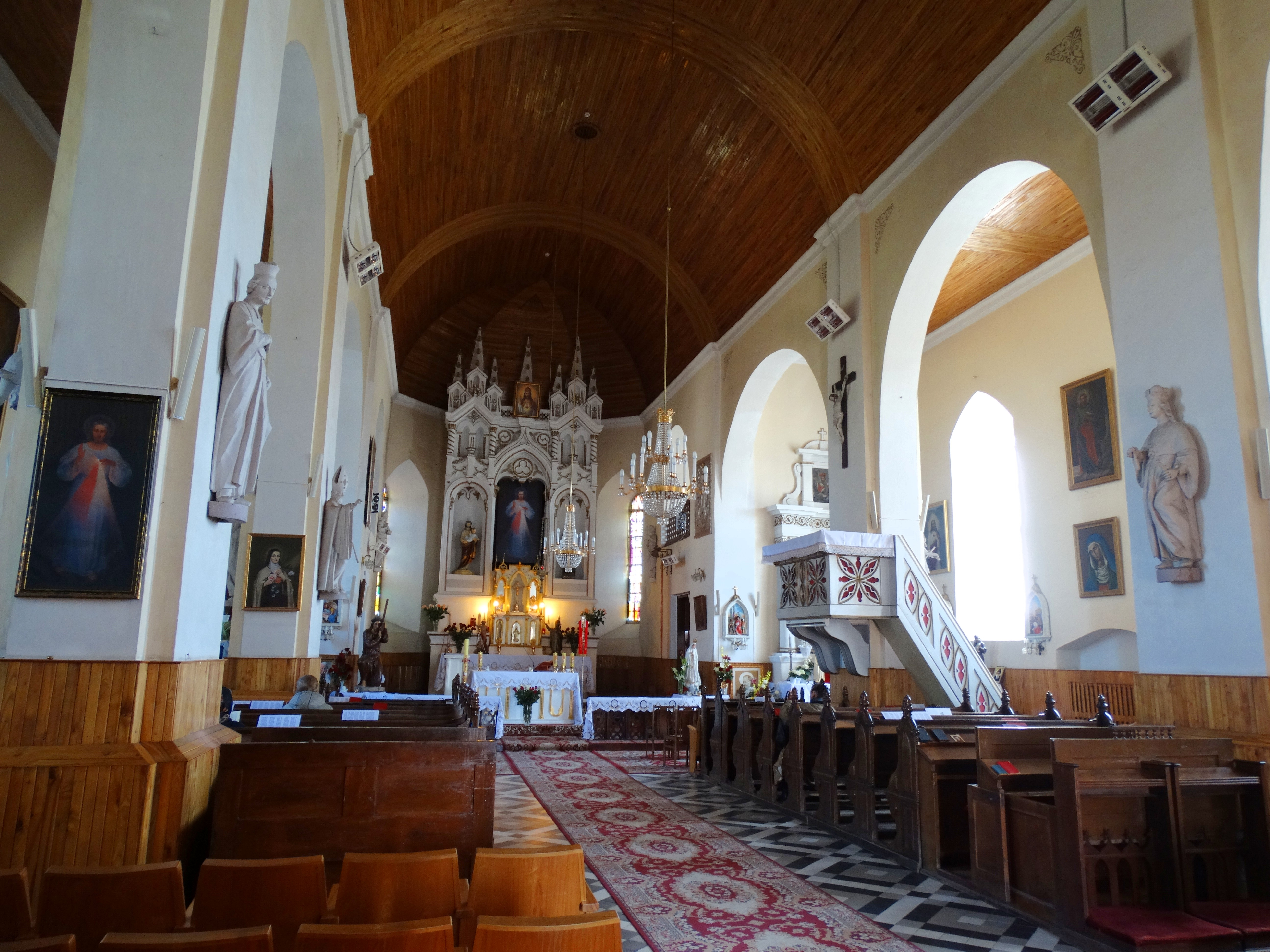
Wnętrze świątyni

Po 1760 w Mejszagole został wzniesiony kolejny kościół, ponownie drewniany. Zachował się jego opis sporządzony w czasie wizytacji w 1798, z którego wynika, że budowla ta była wzniesiona na podmurówce, posiadała dwuwieżową elewację i kopułę ponad prezbiterium. Oprócz ołtarza głównego we wnętrzu świątyni znajdowało się pięć ołtarzy bocznych. Już wtedy budynek kościoła określono jako wymagający remontu. Miał on miejsce na początku XIX wieku, kiedy zburzono pierwotne wieże, zastępując je pojedynczą sygnaturką, wymieniono również dach świątyni. 
W 1842 ukazem carskim kościół stracił wszystkie uzyskane przez stulecia nieruchomości, z wyjątkiem ziemi, na której znajdowały się cmentarz parafialny oraz budynek plebanii. W tym czasie drewniany kościół był już niemal całkowicie zrujnowany. W związku z tym przed 1862 podjęta została budowa nowego kościoła, murowanego, dofinansowana przez rząd, jednak opłacona głównie z dobrowolnych ofiar. Ze względu na niedostateczną ilość zebranych środków jeszcze przez kolejne 50 lat w kościele trwały prace dekoracyjne i wykończeniowe. Jeszcze pod koniec lat 20. XX wieku wnętrze obiektu nie było całkowicie wyposażone. Prace remontowe w świątyni sfinalizował po 1929 specjalny komitet powołany z inicjatywy proboszcza. Do II wojny światowej w kościele działało kilka stowarzyszeń katolickich. 
Kościół jest siedzibą parafii. 